# شناوة (أمازيغ)
الـشناوة هم مجموعة عرقية أمازيغية يتواجدون في الجزائر بجبال الشناوة بالقرب من مدينة تيبازة التي تبعد بحوالي 70 كلم عن الجزائر العاصمة ولهم أصول أمازيغية.

## اللهجة
يتحدث أمازيغ الشناوة باللغة الأمازيغية، أما لهجتهم فهي اللهجة الأمازيغية الشنوية: وهي عبارة عن خليط بين اللغة الأمازيغية الأصلية واللغة اللاتينية كونهم يحملون بعض الأصول الرومانية حيث تجذرت هذه الثقافة منذ القدم بسكان هاته المنطقة التي كانت عاصمة لشمال افريقيا في العهد الروماني.